# Cecil Adams
Cecil Adams é um nome, possivelmente um pseudônimo, designando o autor americano de The Straight Dope, uma coluna de jornal publicada no Chicago Reader desde 1973. 
A coluna já foi distribuída em 30 jornais nos Estados Unidos e Canadá e está disponível online. Anunciado como o "mais inteligente humano do mundo", Adams responde a perguntas muitas vezes incomuns com humor abrasivo (muitas vezes dirigido contra o autor da pergunta), e, às vezes exaustiva pesquisa em questões obscuras e misteriosas, lendas urbanas, e afins. Em mais de uma ocasião, Adams foi forçado a retirar ou modificar uma resposta quando confrontado pelos "numerosos milhões" (termo de Adams para seus leitores), muitas vezes alegando excesso de trabalho e falta de pessoal. Em raras ocasiões, Adams fez aparições no fórum de discussão da The Straight Dope.

## Dados pessoais
Adams afirma que ele "nunca foi fotografado", mas Ed Zotti, que atualmente realiza os compromissos publicitários de Adams, já apareceu em pelo menos uma foto intitulada "Cecil Adams".
Em suas colunas, Adams revelou alguns detalhes de sua vida pessoal (embora a seção FAQ em seu site apresente de modo impreciso referências a "Sra. Adams" pode referir-se à sua mãe, que ele tem um cunhado, e que ele tem crianças ou anões como ajudantes). Ele tem um irmão, viaja muito e atualmente reside em Chicago. Ele também é canhoto e pode ser careca e daltônico. Ele menciona ter sido aluno do educador estadunidense Bergen Evans da Universidade Northwestern , e afirma que uma vez chegou a trabalhar como aprendiz de eletricista, e ajudante de maquinista ferroviário. Adams também menciona que frequentou uma escola católica.  Ele é de descendência irlandesa, e relaxa ouvindo Pink Floyd e tomando Baileys. 

## Trabalhos publicados
Adams publicou cinco coletâneas de suas colunas The Straight Dope, e Zotti publicou uma coleção para crianças no estilo The Straight Dope, intitulada Know It All. As colunas de Adams são arquivadas no site Straight Dope. Em 1996, a rede A&E Network exibiu por um breve período um programa com base na coluna The Straight Dope, apresentado e co-escrito pelo comediante Mike Lukas.
Mais de 600 artigos foram postados para o arquivo on-line do site, alguns deles contêm múltiplas perguntas-e-respostas. Também há ilustrações peculiares incluídas nas colunas. Slug Signorino, além de uma carreira artística de sucesso, tem sido o ilustrador de The Straight Dope nos últimos vinte anos. Em suas ilustrações, Cecil Adams é muitas vezes descrito como um peru grande usando um chapéu de formatura.